# Ceny Františka Filipovského
Ceny Františka Filipovského – czeskie nagrody mające na celu uhonorowanie wyróżniających się osiągnięć w dubbingu czeskim. Są przyznawane od 1995 roku, a ich organizatorem jest miasto Přelouč wraz z Czeskim Związkiem Filmu i Telewizji FITES oraz organizacją Herecká asociace. Zostały nazwane na cześć aktora Františka Filipovskiego.
Są wręczane każdego roku w trzecią wrześniową sobotę.